# …And the Ambulance Died in His Arms
…And the Ambulance Died in His Arms (с англ. — «...И скорая [помощь] умерла на его руках») — концертный альбом британской экспериментальной группы Coil, вышедший в 2005 году.
Диск записан 4 апреля 2003 года во время выступления на фестивале All Tomorrow’s Parties в Камбер Сэндз, Англия. До самого последнего момента не было уверенности, что лидер Coil Джон Бэланс, страдавший в то время депрессией, сможет выйти на сцену. Однако, благодаря поддержке своего близкого друга, художника Иэна Джонстоуна, музыкант всё же нашёл в себе силы выступить. Этот альбом стал последним в дискографии Coil, выход которого планировался ещё при жизни Бэланса. По словам Питера Кристоферсона, название пластинки было выбрано самим Джоном.
Треки Triple Sun Introduction и Triple Sons and the One You Bury объединены общей музыкальной темой. Вокал Бэланса с последней композиции был использован при записи студийной версии песни Triple Sun, которая вошла в альбом Coil 2005 года The Ape of Naples, создававшийся после гибели музыканта. Треки Snow Falls into Military Temples и A Slip in the Marylebone Road до сих пор не имеют студийных версий. В композиции A Slip in the Marylebone Road Бэланс вспоминает уличное ограбление, в результате которого он лишился своей записной книжки. Трек The Dreamer Is Still Asleep — The Somnambulist in an Ambulance представляет собой импровизацию на тему одной из самых известных песен Coil — The Dreamer Is Still Asleep с альбома Musick to Play in the Dark Vol. 1 (1999).
Альбом посвящён памяти Джона Бэланса.

## Список композиций
1. Triple Sun Introduction (4:08)
2. Snow Falls into Military Temples (16:50)
3. A Slip in the Marylebone Road (11:00)
4. Triple Sons and the One You Bury (13:58)
5. The Dreamer Is Still Asleep — The Somnambulist in an Ambulance (17:23)